# Den smukke Vasilisa
Den smukke Vasilisa (russisk: Василиса Прекрасная) er en sovjetisk film fra 1940 f
produceret af Sojuzdetfilm og instrueret af Aleksandr Rou.
Filmen er baseret på russisk folkeeventyr "Frøen Tsarevna (Den kloge Vasilisa)" og ikke eventyret af samme navn. Det var den første sovjetiske eventyr-spillefilm med at stort budget; indtil da var sovjetisk film efter politisk ønske præget af socialistisk realisme.
Filmen fik premiere i Sovjetunionen i 1940. Den fik ikke dansk biografpremiere, men blev vist i bl.a. finske  og svenske biografer 1941. Efter krigen fik filmen i 1946 premiere i Tyskland og Østrig. 

## Handling
En bondemand forlanger, at begge hans to ældste dovne sønner sender en pil afsted for at finde sig en brud der, hvor pilene lander. Den ældste bror, Antons, pil slår ved en adelsmands datter, mens den næstældste søns pil rammer i nærheden af en madafhængig købmandsdatter. Den yngste søn, Ivan, vil gøre det samme som sine ældre brødre, men skyder pilen ind i en sump, hvor han kun finder en grim tudse. Da sønnerne kommer hjem med deres mulige tilkomne, skal bondemanden vurdere, om kvinderne kan dyrke jorden omkring huset mens han selv tager afsted med sine sønner for at høste. De to kvinder har dog ingen anelse om at gøre sig nyttige; det eneste de gør, er det smide tudsen ud af huset. Ud af tudseskindet tråder smuk pige, som begynder at udføre kvindernes arbejde. De lægger mærke til, at hun synger og de finder tudseskindet, som de dog kommre op og skændes om, hvorfor de river det i stykker og kaster det i ilden. 
Da mændene vender hjem, afslører pigen sig selv som Vasilisa. Hun fortæller, at hun blev forvandlet af en drage, fordi hun nægtede at gifte sig med den. Som straf skulle hun bo på bunden af en sø i tre år, og tiden var næsten gået, men da de to kvinder brændte hendes tudseskind, ville hun nu blive hentet af dragens søster, en gammel heks. Da himlen formørkes, bryder en frygtelig storm ud, og Vasilisa forsvinder. Den gamle mand giver da sin yngste søn et råd: "Langt herfra i den mørke granskov ligger tre store, gamle ege. Vent til gøgen kalder tre gange, så finder du en brønd ved egetræernes fødder. På brøndens bund, bag et egetræshegn og et slot, ligger et mirakelsværd af fint stål. Hvis du finder nøglen til slottet, kan du besejre dragen."
Den yngste søn begiver sig ud for at finde nøglen. På sin rejse møder han en smed, som fortæller ham, at nøglen er i et guldæg inde i en and, der sidder i en glaskiste. Denne kiste ville dog være i toppen af et fyrretræ. I heksehuset foreslår heksen Vasilisa at gifte sig med sin bror, hun ville bo i et palads og blive rig, men Vasilisa nægter igen. I mellemtiden er sønnen ankommet til skoven, men den usynlige heks slår ham, men han gør modstand. Så påkalder hun ham en fortryllet bjørn. Det lykkes ham at kæmpe sig fri af bjørnen, som han besejrer, men han skåner den og bliver dermed ven med skovens bjørne. I et tredje angreb splitter heksen jorden for at forhindre sønnen i at komme videre, men Ivan finder en smal bro, over hvilken han forsøger at kommer over den brusende flod. Da har når broens midte, får heksen ham til at styrte ned i afgrunden. Hjemme igen i heksehuset fortæller hun Vasilisa, at hendes befrier ikke længere er i live, men Vasilisa giver stadig ikke samtykke. I mellemtiden lykkes det Ivan, med hjælp fra bjørnene, at redde sig fra flodens kraftige strøm. Han klatrer op ad kløften og når den høje fyrretræ, som bjørnene bestiger. Fra toppen kaster de glaskisten ned. Kisten splintres og anden flygter. Ivan skyder den med sin bue, og ægget falder til jorden.
Med nøglen i bagagen opsøger han i det skjulte sin Vasilisa, der henleder hans opmærksomhed til den forbudte brønd. Da gøgen lyder tre gange, går han derhen, klatrer ned og finder en kæmpe lås på egetræhegnet. Han sætter nøglen i låsen, og døren åbnes. Han bliver imidlertid fanget i et edderkoppespind, hvis enorme ejer forlanger, at han skal svare på tre gåder, ellers vil edderkoppen dræbe ham. Ivan besvarer gåderne, modtager sværdet og begiver sig så afsted mod den trehovedede drage, som vil giftes med Vasilisa. Det lykkedes Ivan at overvinde dragen og de ns tre hoveder samtidig med, at Vasilisa får skubbet heksen i en gryde med kogende vand. Ivan og Vasilisa har nu fundet hinanden og rider derefter hjem.

## Medvirkende
- Georgij Milljar som Jaga
- Sergej Stoljarov som Ivan
- Lev Potjomkin som Agaphon
- Nikita Kondratjev som Anton
- Valentina Sorogozjskaja som Vasilisa